# Пергамент Осип Якович
Осип (Йосип) Якович Пергамент (1868; Феодосія — 16 травня 1909; Санкт-Петербург) — одеський адвокат і громадський діяч, депутат Другої та Третьої Державних дум Російської імперії.

## Біографія
Осип Пергамент народився 1868 року у Феодосії, в єврейській родині. Після отримання початкової освіти розпочав на навчання до Дрезденської гімназії. Але через фінансові проблеми батька довелося навчатися в Одеській гімназії, яку закінчив із срібною медаллю. Міг отримати золоту медаль, але завадило дисциплінарне покарання.
У 1891 році закінчив із срібною медаллю математичне відділення фізико-математичного факультету Новоросійського університету. Ще під навчання займався науковою діяльністю, публікує статті у журналах, видає брошури.
З 1891 року столоначальник канцелярії попечителя Одеського навчального округу, викладає фізику та математику в гімназії, продовжує публікувати наукові праці.
У 1894 році Осип Пергамент різко змінив сферу своєї діяльності. Він екстерном здав іспит в Юридичній комісії при Новоросійському університеті і вступив до адвокатури. Був помічником у Протопопова В.Я, який згодом був міським головою Одеси. Став відомим адвокатом за участю у найбільших політичних процесах. З 1899 року присяжний повірений в окрузі Одеської судової палати. Написав ряд праць з цивільного та торгового права, історії бессарабського права. У 1904 році очолив створену раду присяжних повірених Одеси.
З початком революційних подій 1905—1907 років активно включився у політичну діяльність. У 1905 році заснував в Одесі Союз адвокатів, брав участь у створенні «Союза союзів». У жовтні 1905 року прихильники регіоналізму планували створити Південноросійська республіку, На з'їзді, який планувався у Одесі, Пергамент розглядався як президент цієї республіки. 16 жовтня 1905 року при Одеській міській думі був створений «Тимчасовий комітет», який фактично мав владу у місті деякий час. Осип Пергамент був найактивнішим членом цього комітету.
Як адвокат брав участь у «справі лейтенанта Шмідта», «Виборзькому процесі» (1906). Згодом відмовився від захисту Шмідта, бо вважав, що його національна належність (єврей), може погіршити і без того негативне ставлення судів до адвокатів у справі. Спробував у Петербурзі переконати голову уряду С.Вітте про непідсудність Шмідта через його психічну хворобу. Але це не допомогло, у 1906 році Шмідта стратили.
Активна політична діяльність не перешкоджала Пергаменту займатися науковою діяльність. У цей час він опублікував значну кількість праць на правничу тематику.
7 лютого 1907 року на з'їзді міських виборців Одеси Пергамента обрали депутатом до Державної думи другого скликання. Після її розпуску у цьому ж році був знову обраний депутатом у третьому скликанні. Входив до партії кадетів.
16 травня 1907 року О. Пергамент помер на 42-му році життя після втрати свідомості.

## Діяльність у Державній думі Російської імперії
У Другій думі був членом комісії для підготовки законопроєкту про ліквідацію військово-польових судів, який був прийнятий 17 квітня 1917 року. 18 травня 1907 року доповідав від імені комісії проти схвалення законопроєкту у редакції, яка встановлювала кримінальну відповідальність навіть за вчинення злочинів невеликої
тяжкості. Законопроєкт у результаті був відхилений. У 1907 році був серед 37 депутатів, які внесли до Думи проєкт, який передбачав введення викладання українською мовою в початкових школах.